# Ferdinand I der Beide Siciliën

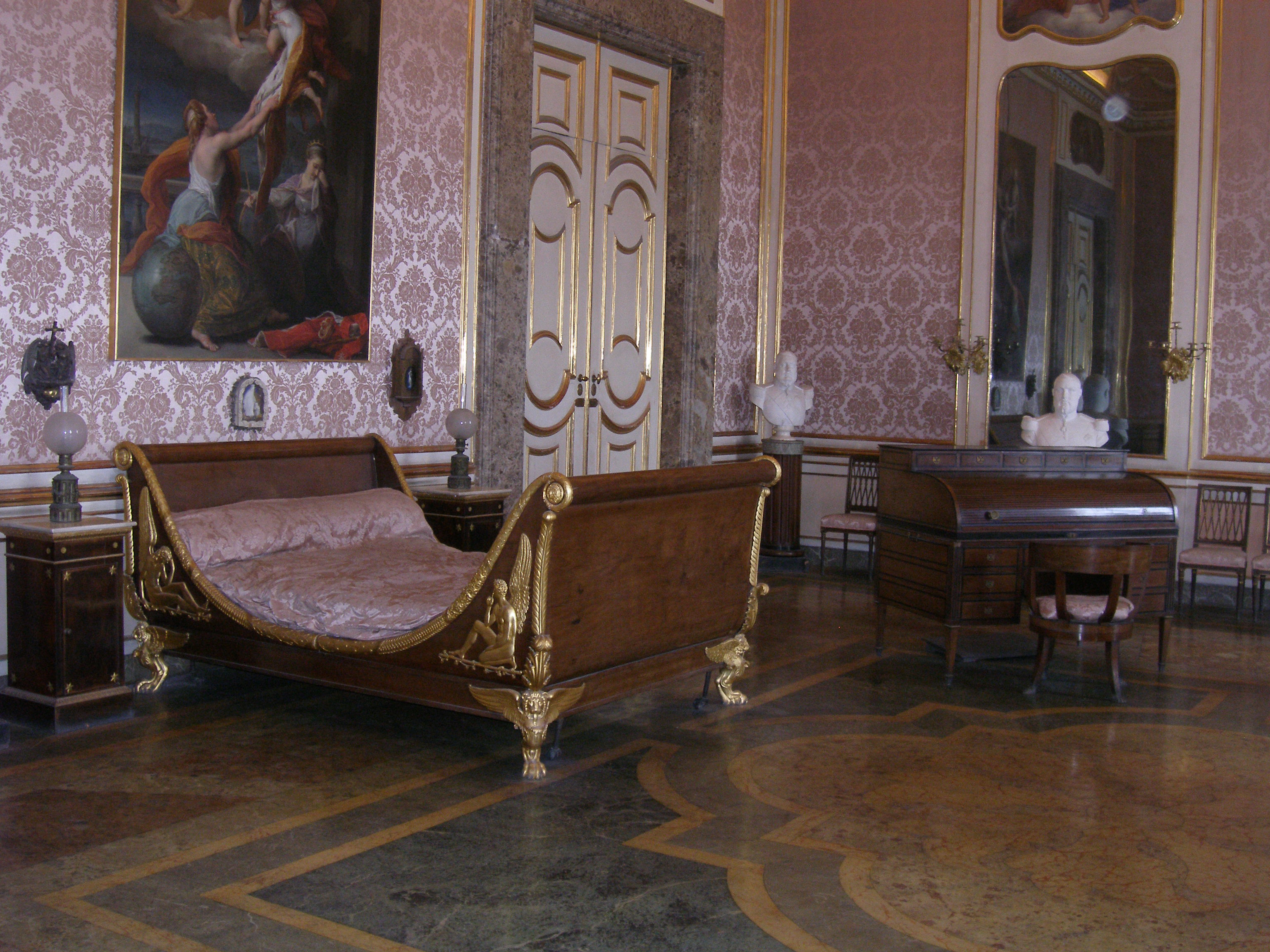
Slaapkamer van Ferdinand in het Paleis van Caserta

Ferdinand Anton Pascal Johan Nepomuk Serafijn Januarius Benedictus (Napels, 12 januari 1751 — aldaar, 4 januari 1825) was van 1759 tot 1806 als Ferdinand IV koning van Napels, van 1759 tot 1816 als Ferdinand III koning van Sicilië en van 1816 tot 1825 als Ferdinand I koning der Beide Siciliën. Hij was de derde zoon van Karel III van Spanje en Maria Amalia van Saksen en stamde uit het Huis Bourbon.

## Kindertijd
Ferdinand werd op 6 oktober 1759 koning van Napels en Sicilië toen zijn vader - die kort tevoren koning van Spanje was geworden - te zijner gunste troonsafstand had gedaan (het was volgens diplomatieke verdragen niet toegestaan Spanje met Napels-Sicilië te verenigen). Aangezien hij pas acht jaar oud was nam een regentschap onder de Toscaanse markies Bernardo Tanucci de regering waar. Deze heerste in de geest van De verlichting. De kundige en ambitieuze Tanucci wilde de regering zo veel mogelijk in eigen hand houden en verwaarloosde met opzet het onderwijs van de jonge koning. Hij stimuleerde hem in diens genotzucht, het nietsdoen en zijn grote liefde voor sport. Ferdinand was atletisch maar onwetend, slecht opgevoed en verslaafd aan de laagste vormen van vermaak. Hij verkeerde graag in het gezelschap van de lazzaroni, de laagste klasse van de Napolitanen, en nam hun dialect en gewoontes over. Hij verkocht zelfs vis op de markt en kibbelde over de prijs.
Aan zijn opvallend grote neus dankt Ferdinand zijn Italiaanse bijnaam "Il Ré nasone", de "Koning met de neus".

## Regering
Ferdinand werd in 1767 meerderjarig en het eerste wat hij deed was het verbannen van de jezuïeten. Het jaar daarop trouwde hij met Maria Carolina, dochter van keizerin Maria Theresia van Oostenrijk. In het huwelijkscontract was bedongen dat zij na de geboorte van haar eerste zoon een stem zou hebben in de Raad van State. De intelligente en wrede koningin had zich ten doel gesteld het koninkrijk Napels tot een grote macht maken en zij beheerste haar domme en indolente echtgenoot al snel volledig.
Tanucci probeerde haar tegen te werken, maar werd in 1777 ontslagen. De Engelsman Sir John Acton, die sinds 1779 de marine leidde, steunde Maria Carolina in haar plan om Napels te ontdoen van Spaanse invloed en het herstellen van de goede relaties met Oostenrijk en Engeland. Hiermee palmde hij haar zodanig in dat hij de facto de macht in handen kreeg en later ook officieel premier werd. Acton was grotendeels verantwoordelijk voor de verwording van het landsbestuur tot een systeem van spionage, corruptie en wreedheden.
Het Napolitaanse hof stond niet vijandig tegenover de in 1789 uitgebroken Franse Revolutie en de koningin sympathiseerde zelfs met de revolutionaire ideeën. Toen de Franse monarchie echter werd afgeschaft en het koninklijk paar werd onthoofd, werden Ferdinand en Maria Carolina - zuster van Marie Antoinette - overvallen door angst en afgrijzen en besloten ze in 1793 mee te doen met de Eerste Coalitie tegen Frankrijk.

## Franse bezetting
In 1796 sloot Ferdinand vrede met Frankrijk, maar de eisen van het Directoire, waarvan de troepen Rome bezetten, joegen hem angst aan. Op aandringen van Maria Carolina maakte hij gebruik van Napoleons aanwezigheid in Egypte en de overwinningen van Horatio Nelson om ten strijde te trekken. Hij trok op tegen de Fransen en marcheerde op 29 november Rome binnen, maar nadat enige van zijn militairen werden verslagen haastte hij zich terug naar Napels. Toen de Fransen naderden vluchtte hij aan boord van Nelsons schip de HMS Vanguard naar Sicilië en liet Napels in chaos achter.
Ondanks hevige tegenstand van de koningsgezinde lazzaroni bezetten de Fransen met hulp van de adel en de bourgeoisie de stad en vestigden op 23 januari 1799 de Parthenopeïsche Republiek. Toen een aantal weken later de Franse troepen werden teruggeroepen naar het noorden van Italië zond Ferdinand een expeditie uit, bestaande uit Calabriërs, bandieten en bajesklanten, onder leiding van kardinaal Ruffo om zijn koninkrijk op het vasteland te heroveren. Ruffo's overwinning was compleet en hij bereikte Napels in mei 1800. Het leger en de lazzaroni gingen zich te buiten aan onnoemelijke gruweldaden, die hij overigens oprecht probeerde te voorkomen. De Parthenopeïsche Republiek stortte in.
Ferdinand en - vooral - Maria Carolina zagen er strikt op toe dat er tegenover de rebellen geen genade werd getoond en zij maakte gebruik van Nelsons minnares Lady Emma Hamilton om Nelson haar vreselijke wraak te doen uitvoeren. Als enige excuus voor haar gedrag zou kunnen gelden dat - als zuster van Marie Antoinette - alles wat maar republikeins of jacobijns was haar met haat en walging vervulde.

## Derde Coalitie
Kort daarna keerde de koning terug naar Napels en beval de arrestatie en executie van alle vermeende liberalen. Dit ging door totdat de Franse successen hem dwongen akkoord te gaan met een verdrag waarin onder andere amnestie werd verleend aan leden van de Franse partij. Toen in 1805 oorlog uitbrak tussen Frankrijk en Oostenrijk, tekende hij een neutraliteitsverdrag met Frankrijk, maar hij voegde zich enkele dagen later bij Oostenrijk en stond de Engels-Russische strijdmacht toe bij Napels te landen (zie ook Derde Coalitieoorlog).

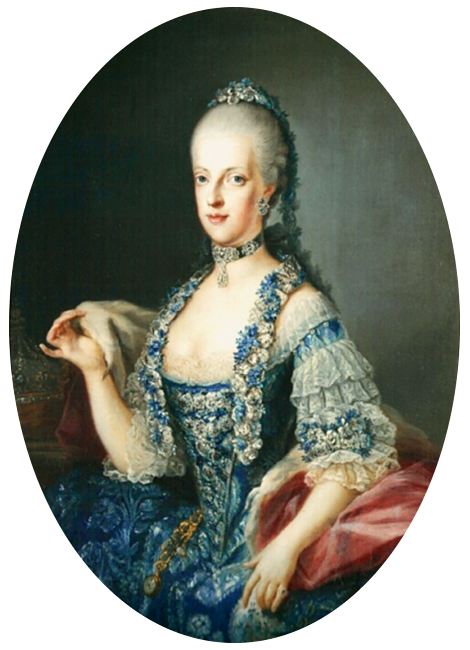
Koningin Maria Carolina

Na de Franse overwinning van de Slag bij Austerlitz van 2 december kon Napoleon een leger naar Zuid-Italië zenden. Ferdinand vluchtte op 23 januari 1806 overhaast naar Palermo, snel gevolgd door zijn vrouw en zoon, en op 14 februari vielen de Fransen opnieuw Napels binnen. Napoleon verklaarde dat de Napolitaanse kroon het huis van Bourbon was afgenomen en maakte zijn broer Jozef Bonaparte koning van Napels en Sicilië. Ferdinand bleef echter onder Britse bescherming regeren over Sicilië. Het eiland werd al sinds lang op feodale wijze geregeerd en Lord William Bentinck stond erop dat de grondwet werd hervormd naar Frans en Engels voorbeeld. De koning deed inderdaad afstand van zijn macht en wees zijn zoon Frans aan als regent. De koningin werd verbannen naar Oostenrijk, waar ze in 1814 stierf.

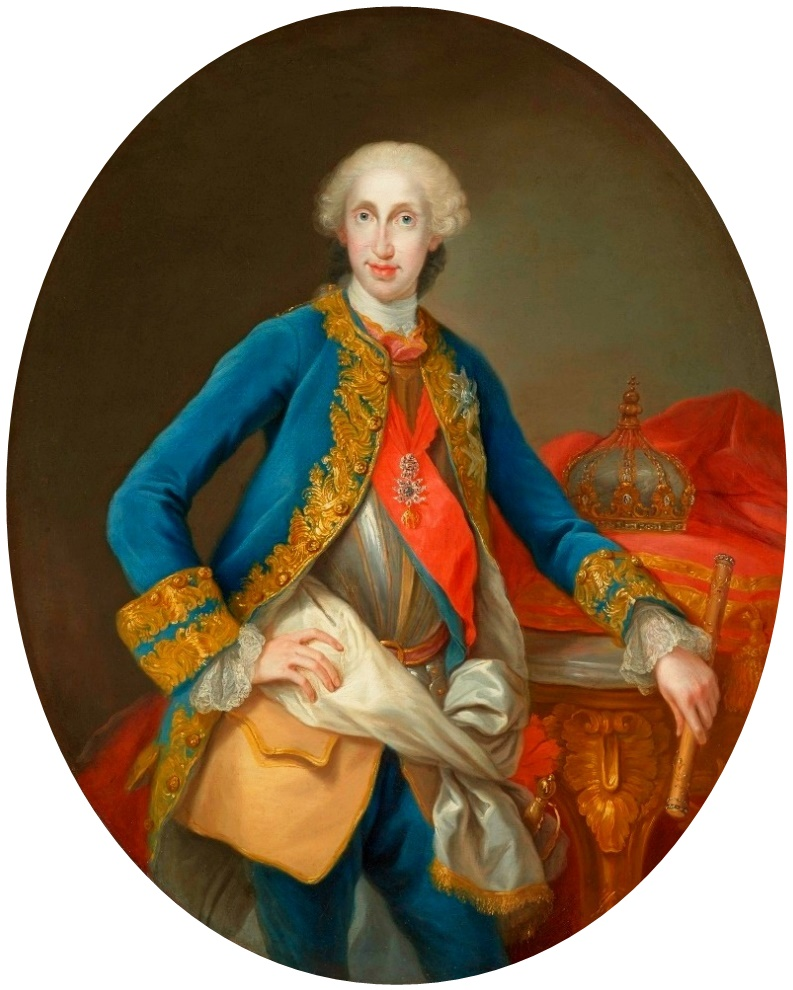
Koning Ferdinand - Francesco Liani

## Koning der Beide Siciliën
Na de val van Napoleon versloeg Ferdinand Jozefs opvolger Joachim Murat in de Slag bij Tolentino op 3 mei 1815 en keerde terug naar Napels. Het Congres van Wenen had hem al zijn rechten teruggegeven. Een geheim verdrag verplichtte hem niet verder een constitutionele richting op te gaan dan Oostenrijk zou toestaan, maar in feite handelde hij in overeenstemming met Metternichs beleid van het bewaren van de status quo en hield Murats wetten en regeringssysteem vrijwel geheel aan. Hij maakte gebruik van de situatie door - in tegenstelling tot wat hij had beloofd - de Siciliaanse grondwet af te schaffen en zijn twee koninkrijken op 12 december 1816 samen te voegen tot het Koninkrijk der Beide Siciliën (zie dat lemma voor de verklaring van de naam). Hij noemde zich nu Ferdinand I.
Ferdinand gehoorzaamde nu totaal aan Oostenrijk en de Oostenrijkse Graaf Nugent leidde zelfs het leger. Vier jaar lang regeerde hij op despotische wijze en onderdrukte genadeloos elke uiting van liberale meningen. Resultaat daarvan was een enorme groei van de invloed en activiteit van de geheime organisatie de Carbonari - ook op het leger hadden ze grote invloed. In juli 1820 brak onder generaal Guglielmo Pepe een militaire opstand uit en Ferdinand werd gedwongen een grondwet naar het onwerkbare Spaanse model van 1812 aan te nemen. Een revolutie in Sicilië met het doel de onafhankelijkheid te herstellen werd door Napolitaanse troepen onderdrukt.
Door het succes van de revolutie in Napels vreesde de Heilige Alliantie dat deze zich naar de andere Italiaanse staten zou uitbreiden en zou leiden tot het Europese inferno dat ze nu juist wilden voorkomen. Na lange onderhandelingen werd besloten in oktober 1820 het Congres van Troppau te houden dat resulteerde in het Protocol van Troppau, dat alleen werd getekend door Oostenrijk, Pruisen en Rusland, en een uitnodiging voor Ferdinand om het Congres van Laibach (1821) bij te wonen. Daar kreeg hij het voor elkaar de verachting te wekken van de partijen die hem weer absolute macht wilden geven. Hij had tweemaal plechtig gezworen de nieuwe grondwet te handhaven maar hij was nauwelijks Napels uit of hij nam afstand van zijn eed en verklaarde in brieven aan alle Europese heersers dat zijn daden van nul en generlei waarde waren geweest. Dit schandelijke gedrag bedreigde de doelen van de reactionaire krachten en Friedrich von Gentz bood aan in naam van de koning een brief te schrijven waarin werd gezegd dat die zijn eed onder grote druk en met tegenzin had gebroken. Onder deze omstandigheden kostte het Metternich echter weinig moeite Ferdinand over te halen een Oostenrijks leger in Napels toe te laten "om de orde te herstellen".
De strijd die volgde was zowel voor de Oostenrijkers als de Napolitanen weinig eervol. De Napolitanen, geleid door generaal Pepe, werden na een halfhartige strijd bij Rieti op 7 maart 1821 verslagen en de Oostenrijkers gingen Napels binnen. Het parlement werd heengezonden en Ferdinand begon een tijdperk van meedogenloze vervolgingen, gesteund door spionnen en informanten, van liberalen en Carbonari. De Oostenrijkse commandant protesteerde vergeefs tegen de barbarij die door zijn aanwezigheid mogelijk werd gemaakt.
Na zijn kroning als koning van Napels gaf hij opdracht om, de onder zijn vader Karel VII begonnen, bouw van het Paleis van Caserta af te maken. Het door Luigi Vanvitelli ontworpen bouwwerk werd zijn woonpaleis.

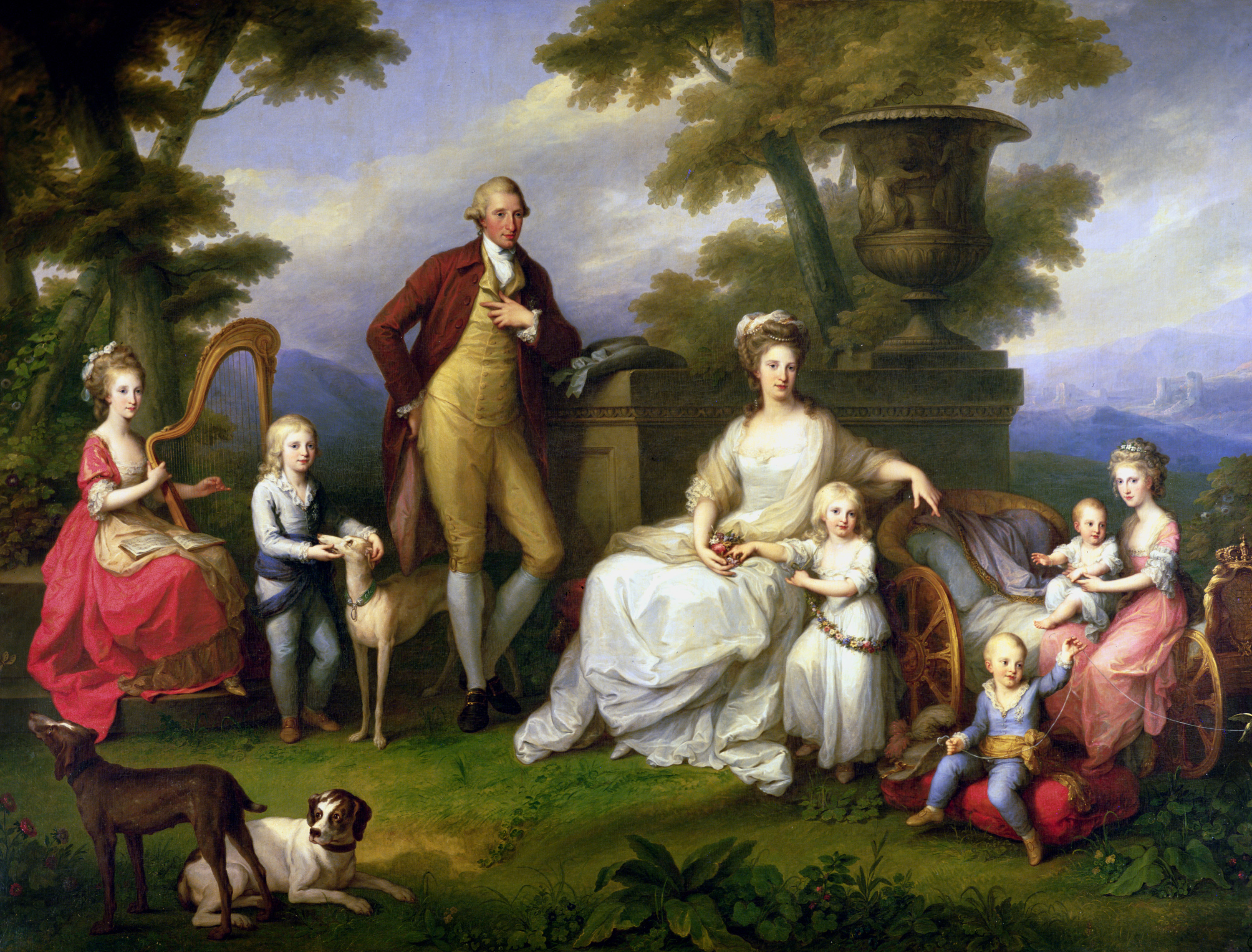
Het gezin van Ferdinand. Van links naar rechts: Maria Theresia, Frans, later koning Frans I, koning Ferdinand, zijn vrouw koningin Maria Carolina van Oostenrijk, naast haar prinses Maria Christina, prins Giuseppe (stierf later in 1783), prinses Marie Amelie (eveneens overleden in 1783) in de armen van prinses Louisa Maria.

Ferdinand stierf op 4 januari 1825. Weinig vorsten hebben een zo slechte herinnering nagelaten. Hij werd opgevolgd door zijn zoon Frans I. 

## Kinderen
Uit het huwelijk van Maria Carolina en Ferdinand werden 18 kinderen geboren:
- Maria Theresia (1772-1807), gehuwd met keizer Frans II
- Louisa Maria (1773-1802), gehuwd met groothertog Ferdinand III van Toscane
- Carlo (1775-1778)
- Maria Anna (1775-1780)
- Frans (1777-1830), koning van Beide Siciliën
- Maria Christina (1779-1849), gehuwd met koning Karel Felix van Sardinië
- Carlo (1780-1789)
- Giuseppe (1781-1783)
- Marie Amélie (1782-1866), gehuwd met koning Lodewijk Filips I van Frankrijk
- Naamloos, doodgeboren kind (1783)
- Maria Antonia (1784-1806), gehuwd met koning Ferdinand VII van Spanje
- Maria Clotilda (1786-1792)
- Maria Enrichetta (1787-1792)
- Carlo (1788-1789)
- Leopold (1790-1851), gehuwd met zijn nichtje Marie Clementine van Oostenrijk (dochter van keizer Frans II)
- Alberto (1792-1798), verdronken
- Maria Isabella (1793-1801)

Na de dood van Maria Carolina huwde Ferdinand een tweede maal. Dit was een morganatisch huwelijk. Zijn tweede echtgenote was Lucia Migliaccio. Dit huwelijk bleef kinderloos.

## Kwartierstaat (voorouders)
| Lodewijk van Frankrijk (1661-1711)   | Lodewijk van Frankrijk (1661-1711)   | Lodewijk van Frankrijk (1661-1711)   | Lodewijk van Frankrijk (1661-1711)   | Lodewijk van Frankrijk (1661-1711)   | Lodewijk van Frankrijk (1661-1711)   | Maria Anna Victoria van Beieren (1660-1690) | Maria Anna Victoria van Beieren (1660-1690) | Maria Anna Victoria van Beieren (1660-1690) | Maria Anna Victoria van Beieren (1660-1690) | Maria Anna Victoria van Beieren (1660-1690) | Maria Anna Victoria van Beieren (1660-1690) |                                      |                                      | Odoardo Farnese (1666-1693)      | Odoardo Farnese (1666-1693)      | Odoardo Farnese (1666-1693)     | Odoardo Farnese (1666-1693)     | Odoardo Farnese (1666-1693)     | Odoardo Farnese (1666-1693)     | Dorothea Sophia van Palts-Neuburg (1670-1748) | Dorothea Sophia van Palts-Neuburg (1670-1748) | Dorothea Sophia van Palts-Neuburg (1670-1748) | Dorothea Sophia van Palts-Neuburg (1670-1748) | Dorothea Sophia van Palts-Neuburg (1670-1748) | Dorothea Sophia van Palts-Neuburg (1670-1748) |                                            |                                            | August II van Polen (1670-1733)            | August II van Polen (1670-1733)            | August II van Polen (1670-1733) | August II van Polen (1670-1733) | August II van Polen (1670-1733)  | August II van Polen (1670-1733)  | Christiane Eberhardine van Brandenburg-Bayreuth (1671-1727) | Christiane Eberhardine van Brandenburg-Bayreuth (1671-1727) | Christiane Eberhardine van Brandenburg-Bayreuth (1671-1727) | Christiane Eberhardine van Brandenburg-Bayreuth (1671-1727) | Christiane Eberhardine van Brandenburg-Bayreuth (1671-1727) | Christiane Eberhardine van Brandenburg-Bayreuth (1671-1727) |                                     |                                     | Jozef I van Oostenrijk (1678-1711)  | Jozef I van Oostenrijk (1678-1711)  | Jozef I van Oostenrijk (1678-1711)       | Jozef I van Oostenrijk (1678-1711)       | Jozef I van Oostenrijk (1678-1711)       | Jozef I van Oostenrijk (1678-1711)       | Amalia Wilhelmina van Brunswijk-Lüneburg (1673-1742) | Amalia Wilhelmina van Brunswijk-Lüneburg (1673-1742) | Amalia Wilhelmina van Brunswijk-Lüneburg (1673-1742) | Amalia Wilhelmina van Brunswijk-Lüneburg (1673-1742) | Amalia Wilhelmina van Brunswijk-Lüneburg (1673-1742) | Amalia Wilhelmina van Brunswijk-Lüneburg (1673-1742) |  |  |  |  |  |  |  |  |  |  |  |  |  |  |  |  |  |  |  |  |  |  |  |  |  |  |  |  |  |  |  |  |  |  |  |  |  |  |  |  |  |  |  |  |  |  |  |  |
| Lodewijk van Frankrijk (1661-1711)   | Lodewijk van Frankrijk (1661-1711)   | Lodewijk van Frankrijk (1661-1711)   | Lodewijk van Frankrijk (1661-1711)   | Lodewijk van Frankrijk (1661-1711)   | Lodewijk van Frankrijk (1661-1711)   | Maria Anna Victoria van Beieren (1660-1690) | Maria Anna Victoria van Beieren (1660-1690) | Maria Anna Victoria van Beieren (1660-1690) | Maria Anna Victoria van Beieren (1660-1690) | Maria Anna Victoria van Beieren (1660-1690) | Maria Anna Victoria van Beieren (1660-1690) |                                      |                                      | Odoardo Farnese (1666-1693)      | Odoardo Farnese (1666-1693)      | Odoardo Farnese (1666-1693)     | Odoardo Farnese (1666-1693)     | Odoardo Farnese (1666-1693)     | Odoardo Farnese (1666-1693)     | Dorothea Sophia van Palts-Neuburg (1670-1748) | Dorothea Sophia van Palts-Neuburg (1670-1748) | Dorothea Sophia van Palts-Neuburg (1670-1748) | Dorothea Sophia van Palts-Neuburg (1670-1748) | Dorothea Sophia van Palts-Neuburg (1670-1748) | Dorothea Sophia van Palts-Neuburg (1670-1748) |                                            |                                            | August II van Polen (1670-1733)            | August II van Polen (1670-1733)            | August II van Polen (1670-1733) | August II van Polen (1670-1733) | August II van Polen (1670-1733)  | August II van Polen (1670-1733)  | Christiane Eberhardine van Brandenburg-Bayreuth (1671-1727) | Christiane Eberhardine van Brandenburg-Bayreuth (1671-1727) | Christiane Eberhardine van Brandenburg-Bayreuth (1671-1727) | Christiane Eberhardine van Brandenburg-Bayreuth (1671-1727) | Christiane Eberhardine van Brandenburg-Bayreuth (1671-1727) | Christiane Eberhardine van Brandenburg-Bayreuth (1671-1727) |                                     |                                     | Jozef I van Oostenrijk (1678-1711)  | Jozef I van Oostenrijk (1678-1711)  | Jozef I van Oostenrijk (1678-1711)       | Jozef I van Oostenrijk (1678-1711)       | Jozef I van Oostenrijk (1678-1711)       | Jozef I van Oostenrijk (1678-1711)       | Amalia Wilhelmina van Brunswijk-Lüneburg (1673-1742) | Amalia Wilhelmina van Brunswijk-Lüneburg (1673-1742) | Amalia Wilhelmina van Brunswijk-Lüneburg (1673-1742) | Amalia Wilhelmina van Brunswijk-Lüneburg (1673-1742) | Amalia Wilhelmina van Brunswijk-Lüneburg (1673-1742) | Amalia Wilhelmina van Brunswijk-Lüneburg (1673-1742) |  |  |  |  |  |  |  |  |  |  |  |  |  |  |  |  |  |  |  |  |  |  |  |  |  |  |  |  |  |  |  |  |  |  |  |  |  |  |  |  |  |  |  |  |  |  |  |  |
|                                      |                                      |                                      |                                      |                                      |                                      |                                             |                                             |                                             |                                             |                                             |                                             |                                      |                                      |                                  |                                  |                                 |                                 |                                 |                                 |                                               |                                               |                                               |                                               |                                               |                                               |                                            |                                            |                                            |                                            |                                 |                                 |                                  |                                  |                                                             |                                                             |                                                             |                                                             |                                                             |                                                             |                                     |                                     |                                     |                                     |                                          |                                          |                                          |                                          |                                                      |                                                      |                                                      |                                                      |                                                      |                                                      |  |  |  |  |  |  |  |  |  |  |  |  |  |  |  |  |  |  |  |  |  |  |  |  |  |  |  |  |  |  |  |  |  |  |  |  |  |  |  |  |  |  |  |  |  |  |  |  |
|                                      |                                      |                                      |                                      | Filips V van Spanje (1683–1746)      | Filips V van Spanje (1683–1746)      | Filips V van Spanje (1683–1746)             | Filips V van Spanje (1683–1746)             | Filips V van Spanje (1683–1746)             | Filips V van Spanje (1683–1746)             |                                             |                                             |                                      |                                      |                                  |                                  | Elisabetta Farnese (1692-1766)  | Elisabetta Farnese (1692-1766)  | Elisabetta Farnese (1692-1766)  | Elisabetta Farnese (1692-1766)  | Elisabetta Farnese (1692-1766)                | Elisabetta Farnese (1692-1766)                |                                               |                                               |                                               |                                               |                                            |                                            |                                            |                                            |                                 |                                 | August III van Polen (1696-1763) | August III van Polen (1696-1763) | August III van Polen (1696-1763)                            | August III van Polen (1696-1763)                            | August III van Polen (1696-1763)                            | August III van Polen (1696-1763)                            |                                                             |                                                             |                                     |                                     |                                     |                                     | Maria Josepha van Oostenrijk (1699-1757) | Maria Josepha van Oostenrijk (1699-1757) | Maria Josepha van Oostenrijk (1699-1757) | Maria Josepha van Oostenrijk (1699-1757) | Maria Josepha van Oostenrijk (1699-1757)             | Maria Josepha van Oostenrijk (1699-1757)             |                                                      |                                                      |                                                      |                                                      |  |  |  |  |  |  |  |  |  |  |  |  |  |  |  |  |  |  |  |  |  |  |  |  |  |  |  |  |  |  |  |  |  |  |  |  |  |  |  |  |  |  |  |  |  |  |  |  |
|                                      |                                      |                                      |                                      | Filips V van Spanje (1683–1746)      | Filips V van Spanje (1683–1746)      | Filips V van Spanje (1683–1746)             | Filips V van Spanje (1683–1746)             | Filips V van Spanje (1683–1746)             | Filips V van Spanje (1683–1746)             |                                             |                                             |                                      |                                      |                                  |                                  | Elisabetta Farnese (1692-1766)  | Elisabetta Farnese (1692-1766)  | Elisabetta Farnese (1692-1766)  | Elisabetta Farnese (1692-1766)  | Elisabetta Farnese (1692-1766)                | Elisabetta Farnese (1692-1766)                |                                               |                                               |                                               |                                               |                                            |                                            |                                            |                                            |                                 |                                 | August III van Polen (1696-1763) | August III van Polen (1696-1763) | August III van Polen (1696-1763)                            | August III van Polen (1696-1763)                            | August III van Polen (1696-1763)                            | August III van Polen (1696-1763)                            |                                                             |                                                             |                                     |                                     |                                     |                                     | Maria Josepha van Oostenrijk (1699-1757) | Maria Josepha van Oostenrijk (1699-1757) | Maria Josepha van Oostenrijk (1699-1757) | Maria Josepha van Oostenrijk (1699-1757) | Maria Josepha van Oostenrijk (1699-1757)             | Maria Josepha van Oostenrijk (1699-1757)             |                                                      |                                                      |                                                      |                                                      |  |  |  |  |  |  |  |  |  |  |  |  |  |  |  |  |  |  |  |  |  |  |  |  |  |  |  |  |  |  |  |  |  |  |  |  |  |  |  |  |  |  |  |  |  |  |  |  |
|                                      |                                      |                                      |                                      |                                      |                                      |                                             |                                             |                                             |                                             | Karel III van Spanje (1716-1788)            | Karel III van Spanje (1716-1788)            | Karel III van Spanje (1716-1788)     | Karel III van Spanje (1716-1788)     | Karel III van Spanje (1716-1788) | Karel III van Spanje (1716-1788) |                                 |                                 |                                 |                                 |                                               |                                               |                                               |                                               |                                               |                                               |                                            |                                            |                                            |                                            |                                 |                                 |                                  |                                  |                                                             |                                                             |                                                             |                                                             | Maria Amalia van Saksen (1724-1760)                         | Maria Amalia van Saksen (1724-1760)                         | Maria Amalia van Saksen (1724-1760) | Maria Amalia van Saksen (1724-1760) | Maria Amalia van Saksen (1724-1760) | Maria Amalia van Saksen (1724-1760) |                                          |                                          |                                          |                                          |                                                      |                                                      |                                                      |                                                      |                                                      |                                                      |  |  |  |  |  |  |  |  |  |  |  |  |  |  |  |  |  |  |  |  |  |  |  |  |  |  |  |  |  |  |  |  |  |  |  |  |  |  |  |  |  |  |  |  |  |  |  |  |
|                                      |                                      |                                      |                                      |                                      |                                      |                                             |                                             |                                             |                                             | Karel III van Spanje (1716-1788)            | Karel III van Spanje (1716-1788)            | Karel III van Spanje (1716-1788)     | Karel III van Spanje (1716-1788)     | Karel III van Spanje (1716-1788) | Karel III van Spanje (1716-1788) |                                 |                                 |                                 |                                 |                                               |                                               |                                               |                                               |                                               |                                               |                                            |                                            |                                            |                                            |                                 |                                 |                                  |                                  |                                                             |                                                             |                                                             |                                                             | Maria Amalia van Saksen (1724-1760)                         | Maria Amalia van Saksen (1724-1760)                         | Maria Amalia van Saksen (1724-1760) | Maria Amalia van Saksen (1724-1760) | Maria Amalia van Saksen (1724-1760) | Maria Amalia van Saksen (1724-1760) |                                          |                                          |                                          |                                          |                                                      |                                                      |                                                      |                                                      |                                                      |                                                      |  |  |  |  |  |  |  |  |  |  |  |  |  |  |  |  |  |  |  |  |  |  |  |  |  |  |  |  |  |  |  |  |  |  |  |  |  |  |  |  |  |  |  |  |  |  |  |  |
|                                      |                                      |                                      |                                      |                                      |                                      |                                             |                                             |                                             |                                             |                                             |                                             |                                      |                                      |                                  |                                  |                                 |                                 |                                 |                                 |                                               |                                               |                                               |                                               |                                               |                                               |                                            |                                            |                                            |                                            |                                 |                                 |                                  |                                  |                                                             |                                                             |                                                             |                                                             |                                                             |                                                             |                                     |                                     |                                     |                                     |                                          |                                          |                                          |                                          |                                                      |                                                      |                                                      |                                                      |                                                      |                                                      |  |  |  |  |  |  |  |  |  |  |  |  |  |  |  |  |  |  |  |  |  |  |  |  |  |  |  |  |  |  |  |  |  |  |  |  |  |  |  |  |  |  |  |  |  |  |  |  |
|                                      |                                      |                                      |                                      |                                      |                                      |                                             |                                             |                                             |                                             |                                             |                                             |                                      |                                      |                                  |                                  |                                 |                                 |                                 |                                 |                                               |                                               |                                               |                                               |                                               |                                               |                                            |                                            |                                            |                                            |                                 |                                 |                                  |                                  |                                                             |                                                             |                                                             |                                                             |                                                             |                                                             |                                     |                                     |                                     |                                     |                                          |                                          |                                          |                                          |                                                      |                                                      |                                                      |                                                      |                                                      |                                                      |  |  |  |  |  |  |  |  |  |  |  |  |  |  |  |  |  |  |  |  |  |  |  |  |  |  |  |  |  |  |  |  |  |  |  |  |  |  |  |  |  |  |  |  |  |  |  |  |
| Marie Louise van Bourbon (1745-1792) | Marie Louise van Bourbon (1745-1792) | Marie Louise van Bourbon (1745-1792) | Marie Louise van Bourbon (1745-1792) | Marie Louise van Bourbon (1745-1792) | Marie Louise van Bourbon (1745-1792) |                                             |                                             | Filips Anton van Bourbon (1747-1777)        | Filips Anton van Bourbon (1747-1777)        | Filips Anton van Bourbon (1747-1777)        | Filips Anton van Bourbon (1747-1777)        | Filips Anton van Bourbon (1747-1777) | Filips Anton van Bourbon (1747-1777) |                                  |                                  | Karel IV van Spanje (1748-1819) | Karel IV van Spanje (1748-1819) | Karel IV van Spanje (1748-1819) | Karel IV van Spanje (1748-1819) | Karel IV van Spanje (1748-1819)               | Karel IV van Spanje (1748-1819)               |                                               |                                               | Ferdinand I der Beide Siciliën (1751-1825)    | Ferdinand I der Beide Siciliën (1751-1825)    | Ferdinand I der Beide Siciliën (1751-1825) | Ferdinand I der Beide Siciliën (1751-1825) | Ferdinand I der Beide Siciliën (1751-1825) | Ferdinand I der Beide Siciliën (1751-1825) |                                 |                                 | Gabriël van Bourbon (1752-1788)  | Gabriël van Bourbon (1752-1788)  | Gabriël van Bourbon (1752-1788)                             | Gabriël van Bourbon (1752-1788)                             | Gabriël van Bourbon (1752-1788)                             | Gabriël van Bourbon (1752-1788)                             |                                                             |                                                             | Anton van Bourbon (1755-1817)       | Anton van Bourbon (1755-1817)       | Anton van Bourbon (1755-1817)       | Anton van Bourbon (1755-1817)       | Anton van Bourbon (1755-1817)            | Anton van Bourbon (1755-1817)            |                                          |                                          | 1 broer en 6 zussen                                  | 1 broer en 6 zussen                                  | 1 broer en 6 zussen                                  | 1 broer en 6 zussen                                  | 1 broer en 6 zussen                                  | 1 broer en 6 zussen                                  |  |  |  |  |  |  |  |  |  |  |  |  |  |  |  |  |  |  |  |  |  |  |  |  |  |  |  |  |  |  |  |  |  |  |  |  |  |  |  |  |  |  |  |  |  |  |  |  |